# Ивано-Франковский район
Ивано-Франковский район (укр. Івано-Франківський район) — административная единица Ивано-Франковской области Украины. Административный центр — город Ивано-Франковск.

## География
Район находится в центральной и северной частях Ивано-Франковской области, граничит на севере с Тернопольским и Чортковским районами Тернопольской области, с Коломыйским на востоке, с Надворнянским на юге, с Калушским на западе.

## История
Район был образован Постановлением Верховной рады от 17 июля 2020 года в результате административно-территориальной реформы, в его состав вошли территории:
- Богородчанского района,
- Галичского района,
- Рогатинского района,
- Тысменицкого района,
- Тлумачского района,
- Каменнецкого и Тысменичанского сельских советов Надворнянского района,
- а также города областного значения Ивано-Франковск.

## Население
Численность населения района в укрупнённых границах — 560,1 тыс. человек.
Национальный Состав 2001 года
| Национальность | Количество людей | Процент |
| -------------- | ---------------- | ------- |
| Украинцы       | 535 448          | 96,28 % |
| Русские        | 15 465           | 2,78 %  |
| Поляки         | 861              | 0,15 %  |
| Беларусы       | 775              | 0,13 %  |
| Молдавани      | 98               | 0,01 %  |
| Другие         | 1 579            | 0,28 %  |

## Административное устройство
Район в укрупнённых границах с 17 июля 2020 года делится на 20 территориальных общин (громад), в том числе 6 городских, 7 поселковых и 7 сельских общин (в скобках — их административные центры):
- Городские:
  - Ивано-Франковская городская община (город Ивано-Франковск),
  - Бурштынская городская община (город Бурштын),
  - Галичская городская община (город Галич),
  - Рогатинская городская община (город Рогатин),
  - Тлумачская городская община (город Тлумач),
  - Тысменицкая городская община (город Тысменица);
- Поселковые:
  - Богородчанская поселковая община (посёлок Богородчаны),
  - Большовцевская поселковая община (посёлок Большовцы),
  - Букачёвская поселковая община (посёлок Букачёвцы),
  - Езупольская поселковая община (посёлок Езуполь),
  - Лисецкая поселковая община (посёлок Лисец),
  - Обертинская поселковая община (посёлок Обертин),
  - Солотвинская поселковая община (посёлок Солотвин);
- Сельские:
  - Дзвинячская сельская община (село Дзвиняч),
  - Дубовецкая сельская община (село Дубовцы),
  - Загвоздянская сельская община (село Загвоздье),
  - Олешанская сельская община (село Олеша),
  - Старобогородчанская сельская община (село Старые Богородчаны),
  - Угриновская сельская община (село Угринов),
  - Ямницкая сельская община (село Ямница).